# Matteo Ricci
Matteo Ricci   (Macerata, 6 d'octubre de 1552 - Pequín, 11 de maig de 1610), conegut a la Xina com a Li Mǎdòu (利玛窦), fou un missioner catòlic jesuïta, creador de la primera romanització del xinès. Va introduir el cristianisme a la Xina. En procés de beatificació, és servent de Déu de l'Església Catòlica.

## Joventut
Nascut a Macerata, en els Estats Pontificis (actualment a Itàlia), va estudiar a l'escola jesuïta local i el 1568 es va desplaçar a Roma, on va començar estudis de dret. El 1571 va passar a formar part de la Companyia de Jesús. Va ser alumne del també jesuïta Christopher Clavius, amb qui va estudiar matemàtiques i astronomia.
L'any 1577 va continuar els seus estudis a la Universitat de Coïmbra. Aquell any va sol·licitar el poder formar part d'una expedició missionera a Àsia; el 24 de març de 1578 es va embarcar a Lisboa amb destinació a Goa, el enclavament portuguès a l'est de l'Índia, on va arribar el 13 de setembre. Mai més va tornar a Europa.

## Viatge a Àsia
Ricci va passar dos anys a Goa on, el 1580, es va ordenar sacerdot. El 1582 va viatjar a la Xina i el 7 d'agost de 1582 va arribar a Macau, també territori portuguès.

## Activitat missionera a la Xina

Kunyu Wanguo Quantu, un mapa del món elaborat per Matteo Ricci a la Xina, 1602

Matteo Ricci va continuar la missió jesuïta a la Xina dels missioners que l'havien precedit. Va entrar en territori xinès, aleshores sota el govern de la dinastia Ming, tot ocultant la seva intenció de propagar una religió estrangera. Es va instal·lar a la ciutat de Zhaoqing, província de Guangdong, on es va dedicar a un estudi intens de la llengua xinesa. A Zhaoqing, Ricci va elaborar el mapa Kunyu Wanguo Quantu, un mapamundi basat en els coneixements cartogràfics europeus. Aquest mapa va ser la primera obra cartogràfica a la Xina que incloïa territoris d'Europa, Àfrica i Amèrica.
El 1589 es va veure obligat a abandonar Zhaoqing, instal·lant-se a Shaozhou, també a Guangdong. Allà va ensenyar matemàtiques a intel·lectuals xinesos, que d'aquesta manera van entrar per primera vegada en contacte amb la tradició matemàtica europea.
La seva activitat missionera va començar a tenir èxit, i el seu coneixement de la ciència europea li va donar fama entre la gent de la zona. A partir dels criteris d'actuació del seu mestre, el jesuïta Alessandro Valignano i conjuntament amb Michele Ruggieri, la política missionera de Ricci tenia en compte la necessitat de respectar la cultura, idioma i costums locals, orientació que al Japó va permetre ampliar una comunitat cristina que ja era molt significativa. Aquests criteris var ser adoptats en un model d'actuació que s'ha denominat com a "Mètode Valignano-Ricci" i que de forma simplificada es pot resumir en quatre eixos:
1. Adaptació a les maneres de fer locals
2. Centrar l'actuació en les elits locals i nacionals
3. Evangelització indirecta mitjançant la introducció de la ciència i la tecnològia occidentals
4. Obertura als valors xinesos

A més, Ricci va adoptar la forma de vestir xinesa, i va intentar una adaptació del cristianisme a la realitat xinesa. Aquesta actitud va ser una font de conflicte amb el Vaticà, que en l'evangelització de la Xina veia amb reticència qualsevol intent d'adaptar els ritus als costums xinesos. Ricci va ser qui va encunyar molts dels termes cristians utilitzats encara avui en dia pels cristians xinesos, com 上帝 (Shangdi, "Déu") i 天 (tian, "cel").
El 1595, ansiós per portar el cristianisme a tota la Xina, Ricci es va instal·lar a Nanchang, província de Jiangxi. Tot i que havia intentat establir-se a la capital dels Ming, a Pequín, no li va ser autoritzada l'entrada, i va romandre primer a Nanchang i després a Nanquín fins a l'any 1601, quan l'emperador Wanli, havent sentit les històries sobre el savi europeu, el va convocar a la cort imperial.
Matteo Ricci va viure a Pequín fins a la seva mort, l'any 1610.

## Llegat i obres destacades

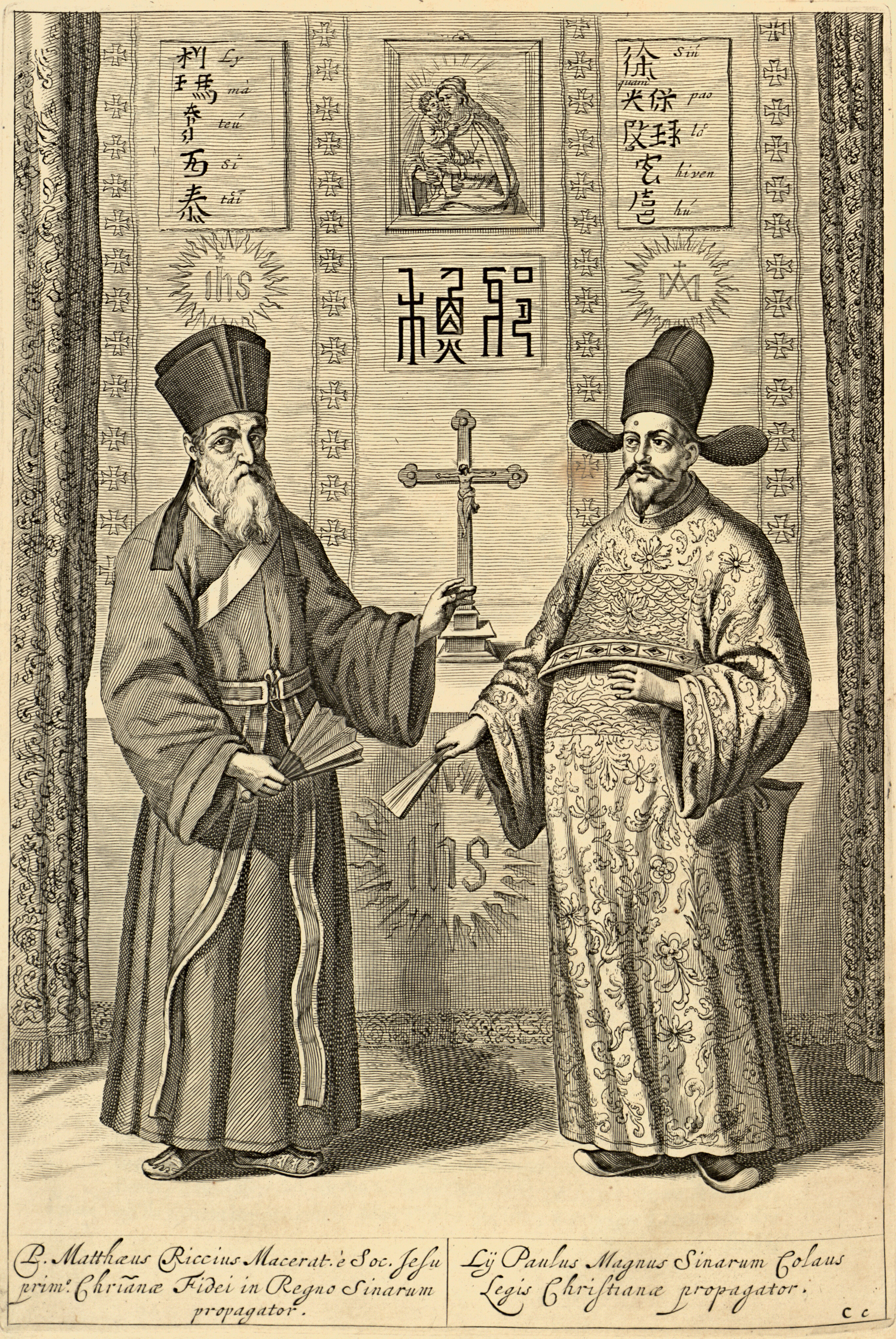
Matteo Ricci (a l'esquerra) i Xu Guangqi (徐光启) (a la dreta) en l'edició xinesa dels Elements de Euclides (几何 原本).

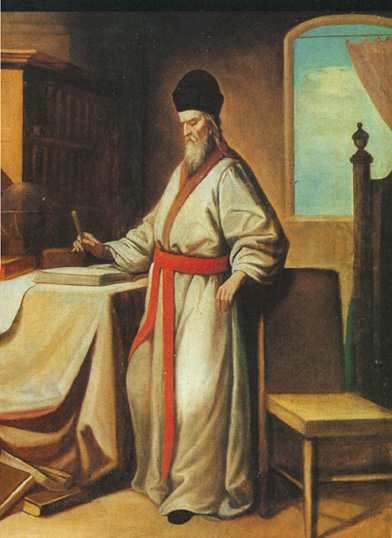
Miniatura que representa Matteo Ricci

La seva intensa tasca a la Xina va suposar el major intercanvi cultural entre Europa i la Xina fins aquell moment. Gràcies a Ricci, els coneixements tècnics, matemàtics i cartogràfics d'Europa van entrar a la Xina, i va ser ell qui va fundar les primeres comunitats catòliques al país. Ricci va arribar a escriure amb fluïdesa en xinès, i va escriure obres religioses. També va participar, al costat del matemàtic xinès Xu Guangqi, en la primera traducció al xinès dels Elements d'Euclides, i en la redacció d'un "Tractat elemental de geometria", i de "Mètodes i teoria de les mesures".
Amb el matemàtic i astrònom Li Zhizao va redactar diverses obres científiques, com el "Tractat sobre les constel·lacions", "Diagrames i explicacions relatives a l'esfera i a l'astrolabi", "Tractat d'aritmètica" i "Tractat sobre les figures que tenen el mateix perímetre".
Entre 1583 i 1588 conjuntament amb el jesuïta Michele Ruggieri va redactar un "Diccionari portuguès-xinès".
1584: Redacció del Decàleg "Pater Noster, Ave Maria i Credo" i primera edició del seu "Mapa del món".
1591-1594: traducció al llatí dels "Quatre llibres" ó Sishu (en xinès 四书) que formen part de l'anomenat cànon confucià.
Els escrits de Ricci sobre la Xina van augmentar el coneixement sobre aquest país a Occident. Durant algun temps en el món occidental no va quedar clar si la "Xina" de la qual parlava Ricci era el mateix país que el "Catay" dels relats de Marco Polo.